# Carrasquer
Carrasquer (aragonès: Carrasquero) és un llogaret del municipi aragonès d'Isàvena, al nord del poble de la Pobla de Roda.